# Минасович, Ян Клеменс
Ян Клеменс Минасович (24 ноября 1797, Варшава — 3 декабря 1854, там же) — польский живописец, график, поэт, переводчик, коллекционер антикварных произведений искусства.

## Биография

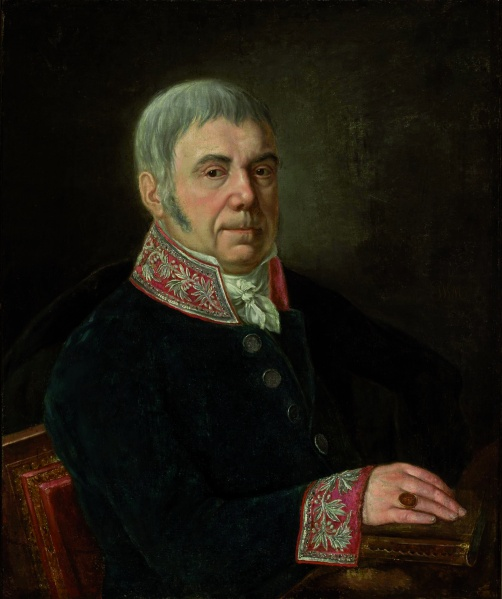
Портрет Августа Минасовича, отца художника, 1827

Армянского происхождения. Сын богатого купца. Брат поэта Юзефа Дионизия Минасовича. Закончил школу пиаристов. В 1819 году поступил в Варшавский университет, где изучал живопись.
Закончил образование в 1828 году, затем на несколько лет уехал за границу. В 1829—1833 годах жил в Париже, а в 1833—1835 годах — во Флоренции, Неаполе и Риме. Во время своего пребывания во Франции и на Апеннинском полуострове занимался совершенствованием техники живописи, писал портреты по заказу.
В 1835 году вернулся на родину, где открыл свою живописную студию, открытую для широкой публики. Писал, в основном, по заказу, предлагая создание обычных и посмертных портретов и композиций. Минасович также занимался копированием картин известных итальянских художников, писал пейзажи, сбором копий музейных картин, а также давал частные уроки рисования.
Был высоко ценим в Варшаве, как художник. Неоднократно выставлял свои работы на выставках в 1817—1829 годах.

## Творчество
Прославился, прежде всего, как портретист. В 1823—1848 годах создал 48 портретов, в том числе, членов царской семьи, императора Николая I.
Значительную часть его живописного наследия составляют картины на религиозные сюжеты, и копии мастеров живописи, созданные на заказ. Он автор, среди прочего, алтарного изображения Пресвятой Богородицы для церкви в Кшеменице, изображения Св. Франциска в бернардинской церкви в Варшаве.
Помимо живописи, Ян Клеменс Минасович был проэтом и переводчиком. В 1852 году опубликованы его переводы Śpiewów duchości и других религиозных стихов, а в виде рукописи он оставил после себя большой сборник стихов под названием Pisma original poems, начатый в Париже в начале 1833 года . Он также был автором репортажей с Варшавских выставок живописи, публикуемых в «Газете Польской».
В последние годы своей жизни Минасович вёл очень скромный образ жизни, граничащий со скупостью. Расходы на содержание дома и собственные нужды свёл к минимуму. В зимний период года, вместо дров предпочитал ходить по квартире в тёплом пальто. Был найден мёртвым с рецептом лекарств, которые он так и не купил, посчитав слишком высокой цену на них.
Похоронен в катакомбах на Варшавском кладбище Повонзки.